# ケブラーE
ケブラーE（ウクライナ語: Кевлар-Е）は2S1グヴォズジーカ 122mm自走榴弾砲の車体を基にしたウクライナ初の量産型歩兵戦闘車である。開発はウクラインマッシュ社。
この歩兵戦闘車は122mm砲の代わりに乗員区画の高さを増すための上部構造と、30mm機関砲を搭載した戦闘モジュール「シュトゥルム」を装備している。

## 沿革
2017年、ウクラインマッシュ社はMT-LB装甲車を基にした歩兵戦闘車の計画案として武器と安全保障展において発表した。
2020年10月に2S1の車体から製造された試作車の画像が公表され、2021年6月に開催された武器と安全保障展で試作車が展示された。
2022年2月28日、ロシアの大規模侵攻中に、ハリコフ輸送機器工場はウクライナ軍の要求に合わせてケブラー歩兵戦闘車の試作車を引き渡した。車両は陸軍戦車部隊研究所の乗員に受け取られた。

## 乗員
戦闘車両の乗員数-3名
- 車長
- 砲手
- 操縦手

また、このBMPは最大6名の兵士を搭乗することができる。

## ギャラリー

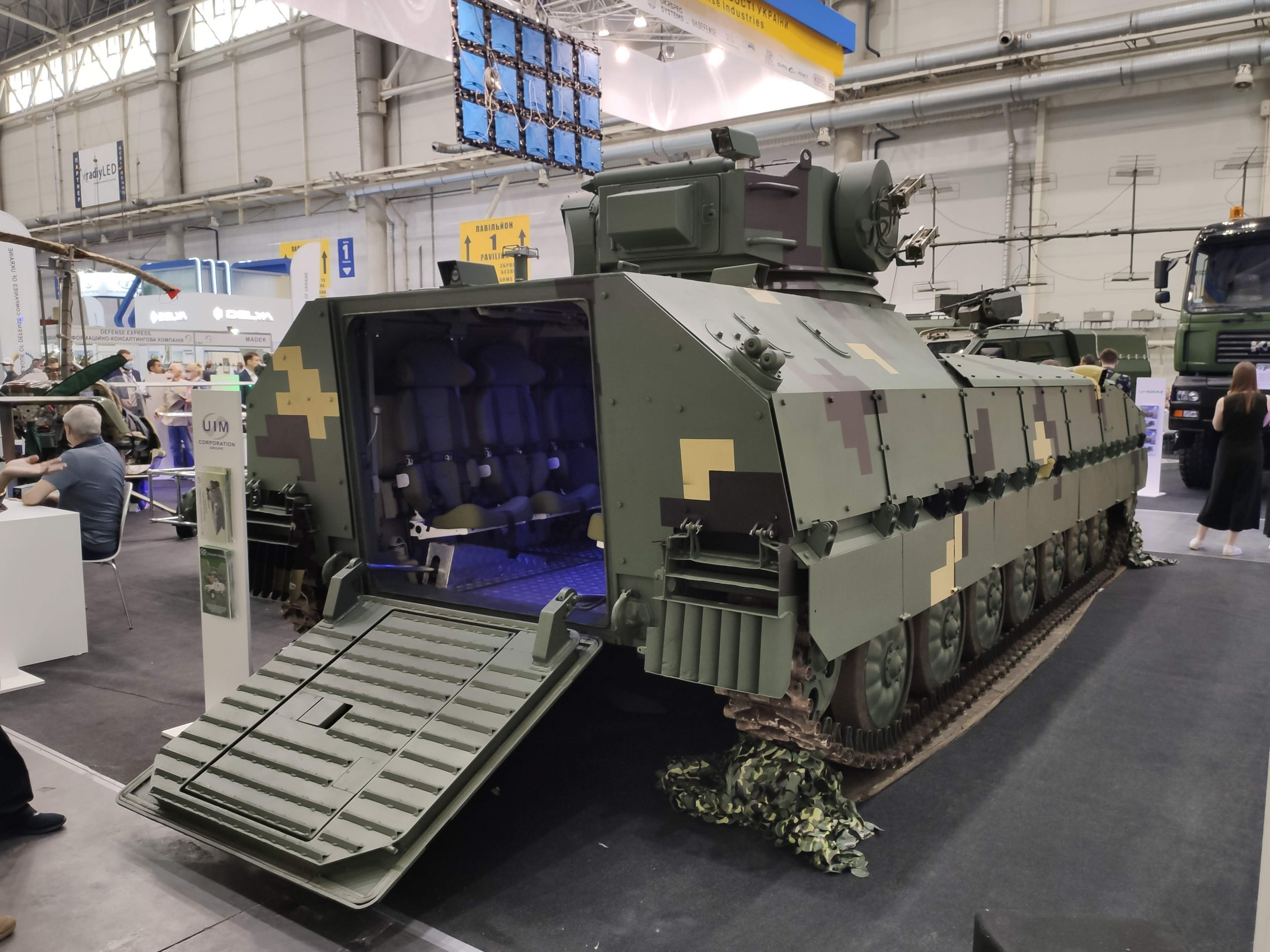
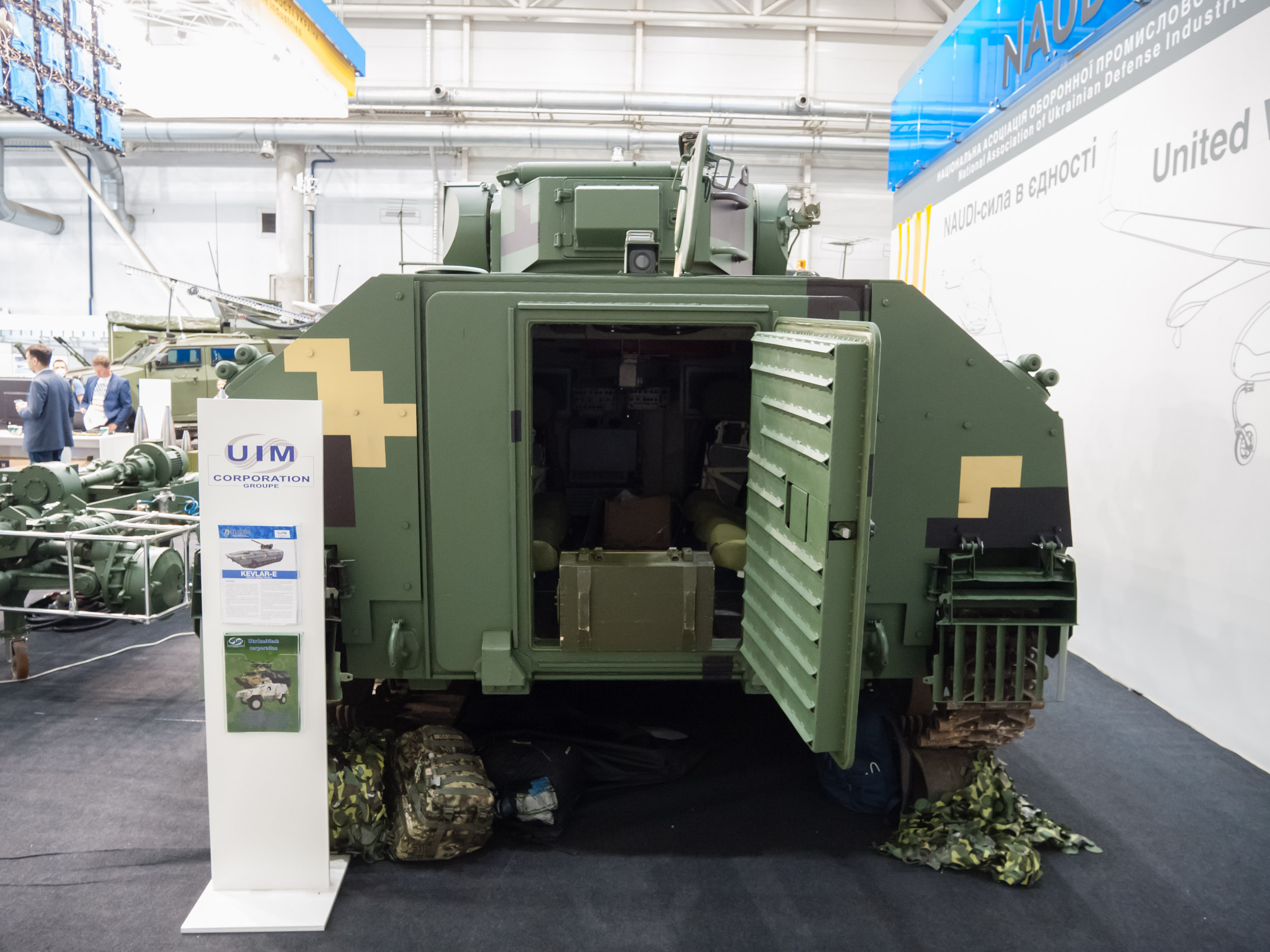
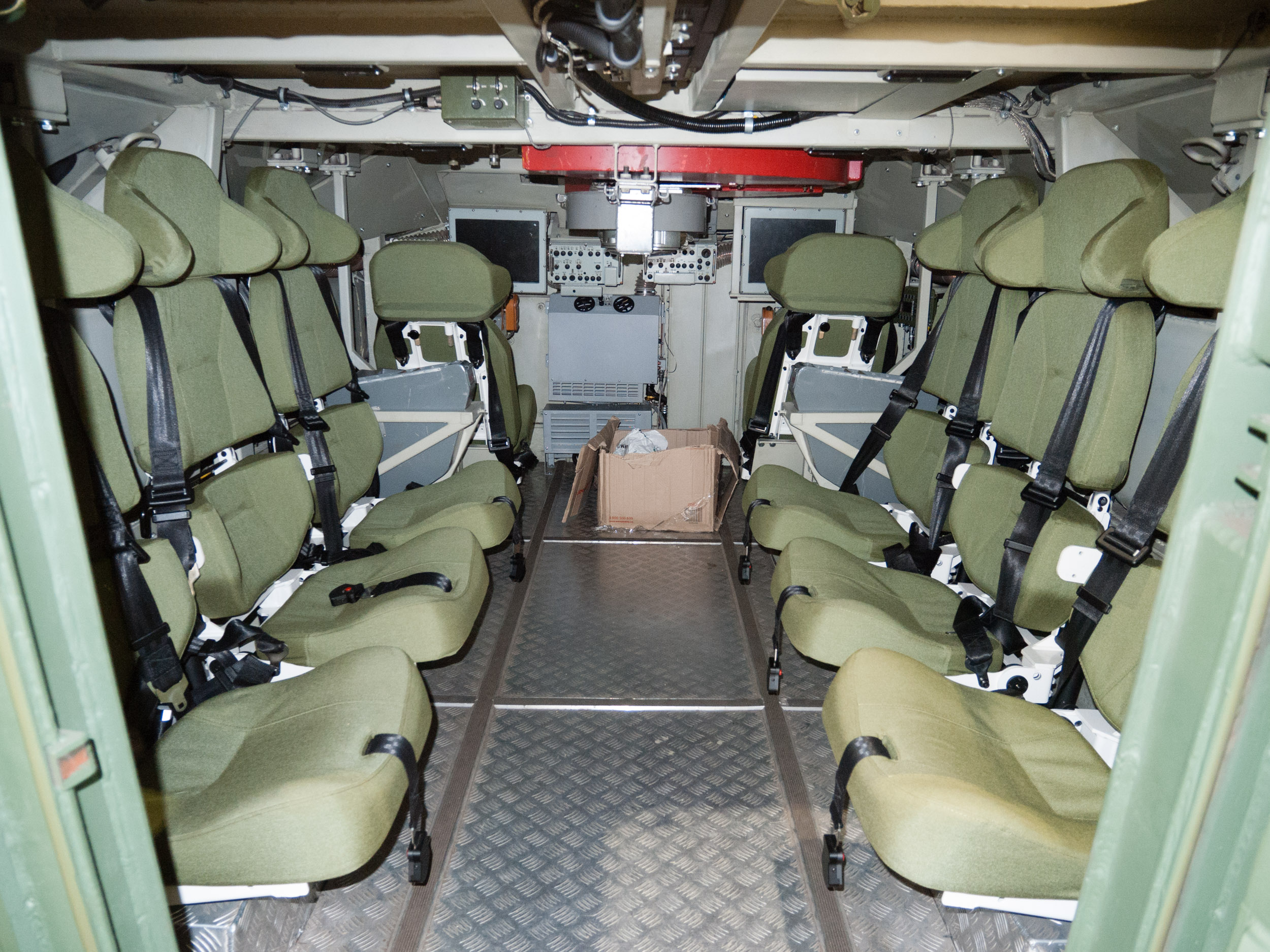